# Норт-Тастін (Каліфорнія)
Норт-Тастін (англ. North Tustin) — переписна місцевість (CDP) в США, в окрузі Орандж штату Каліфорнія. Населення — 24 917 осіб (2010).

## Географія
Норт-Тастін розташований за координатами 33°45′53″ пн. ш. 117°47′39″ зх. д. / 33.76472° пн. ш. 117.79417° зх. д. (33.764601, -117.794303). За даними Бюро перепису населення США в 2010 році переписна місцевість мала площу 17,28 км², уся площа — суходіл.

## Демографія
Згідно з переписом 2010 року, у переписній місцевості мешкало 24 917 осіб у 8580 домогосподарствах у складі 6966 родин. Густота населення становила 1442 особи/км². Було 8866 помешкань (513/км²).
Расовий склад населення:
| - 83,6 % — білих - 8,0 % — азіатів - 0,6 % — чорних або афроамериканців - 0,4 % — корінних американців - 0,2 % — вихідців з тихоокеанських островів - 3,6 % — осіб інших рас |

До двох чи більше рас належало 3,5 %. Частка іспаномовних становила 13,1 % від усіх жителів.
За віковим діапазоном населення розподілялося таким чином: 23,5 % — особи молодші 18 років, 57,4 % — особи у віці 18—64 років, 19,1 % — особи у віці 65 років та старші. Медіана віку мешканця становила 45,6 року. На 100 осіб жіночої статі у переписній місцевості припадало 96,3 чоловіків; на 100 жінок у віці від 18 років та старших — 94,0 чоловіків також старших 18 років.
Середній дохід на одне домашнє господарство становив 168 387 доларів США (медіана — 124 248), а середній дохід на одну сім'ю — 184 956 доларів (медіана — 142 917). Медіана доходів становила 102 432 долари для чоловіків та 69 206 доларів для жінок. За межею бідності перебувало 3,1 % осіб, у тому числі 2,2 % дітей у віці до 18 років та 2,0 % осіб у віці 65 років та старших.
Цивільне працевлаштоване населення становило 12 556 осіб. Основні галузі зайнятості: освіта, охорона здоров'я та соціальна допомога — 21,7 %, науковці, спеціалісти, менеджери — 19,9 %, виробництво — 11,3 %, фінанси, страхування та нерухомість — 10,1 %.